# Diario La Metrópolis Nicaragua
Diario La Metrópolis es un medio de comunicación digital nicaragüense con sede en la ciudad capital de Managua.

## Reseña
Fundado en 2017 con el nombre de PDNA, surgió como espacio digital de difusión de noticias sociales y culturales desde las universidades, donde los estudiantes de las ciencias de la comunicación servían como corresponsales.
En 2021 el nombre del medio fue cambiado a Diario La Metrópolis Nicaragua y su imagen fue renovado, adaptándose al nuevo formato y demanda de contenidos digitales de la época. 